# Anh Duong
Anh Duong (Burdeos, 25 de octubre de 1960) es una pintora, escultora, actriz y modelo francesa.

## Datos biográficos
Anh Duong nació en Burdeos, Francia, de madre española y padre vietnamita. Después de estudiar arquitectura en la Escuela de Bellas Artes de París, se unió a la academia de baile Franchetti. En 1983, se convirtió en modelo, trabajando , entre otros, para Vogue, Christian Lacroix y John Galliano. Se trasladó a Nueva York en 1988 donde conoció a Julian Schnabel, éste le inició en los círculos pictóricos de la ciudad. Anh Duong se especializó en autorretratos. En la década de 1990, actuó en varias películas de Laetitia Masson, Arne Glimcher, Martin Brest , P.J. Hogan, etc.

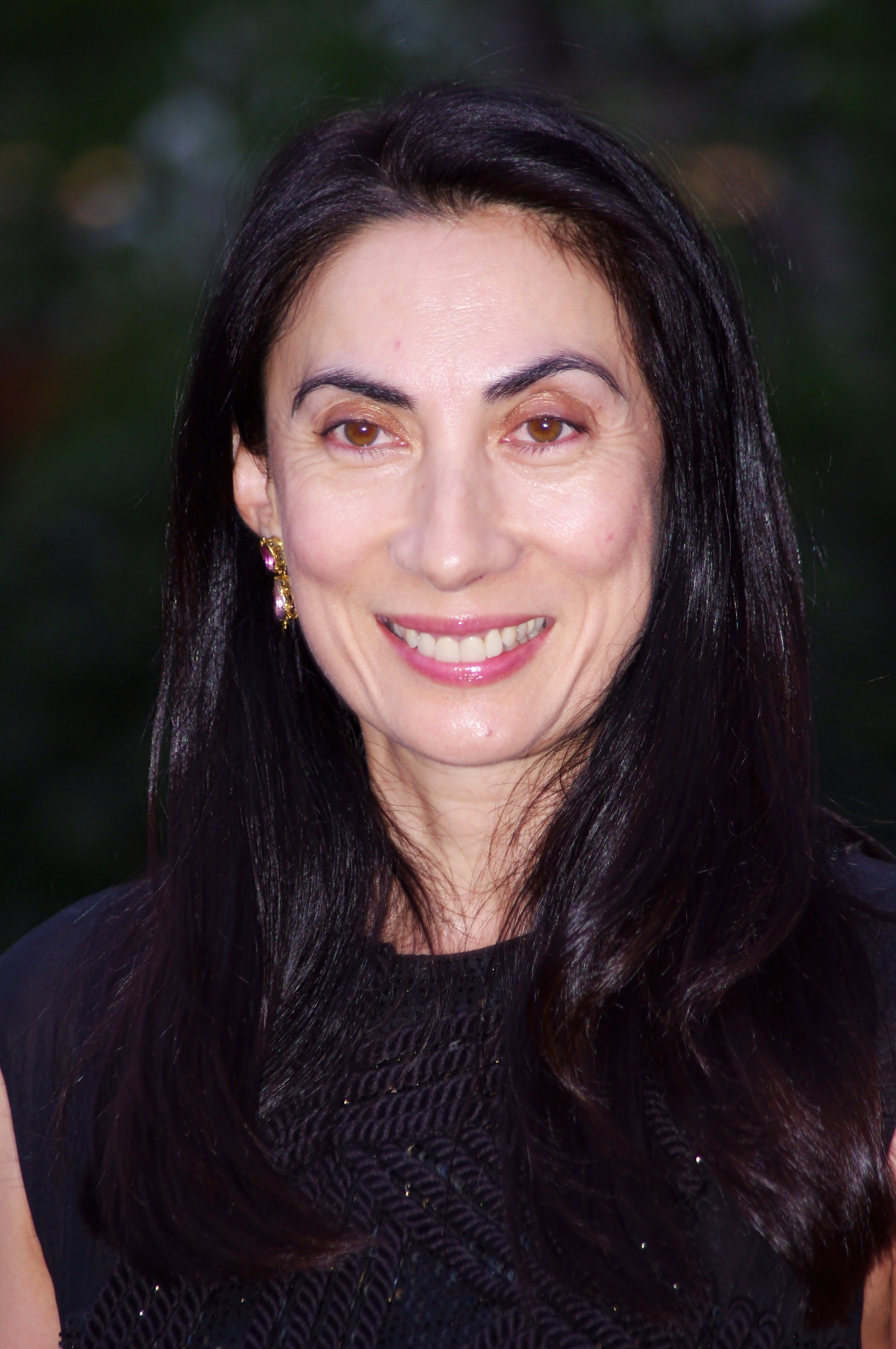
Anh Duong en la fiesta Vanity Fair celebrando el X aniversario del Festival de cine de Tribeca.

La galería Jérôme de Noirmont de París organizó la primera exposición individual de la artista con más de 65 autorretratos, repitiendo en 2001. A partir de 2003, se embarcó en la escultura. 
En 2006 se casó con el arquitecto y copropietario de Praga Kolektiv, Barton Quillen, en una ceremonia en Los Hamptons donde lució un vestido diseñado para ella por Christian Lacroix.
Ha participado como actriz, entre otras, en las películas Scent of a Woman (1992), Los reyes del mambo (1992), Yo disparé a Andy Warhol (1996), La boda de mi mejor amigo (1997), High Art (1998), À vendre ( 1998) y Love Me (2000).

## Curiosidades
- Anh Duong es una de las bailarinas del video musical de C'est la ouate (fr:) de Caroline Loeb, realizado en 1986 por Philippe Gautier.[2]
- Creó un vestido lienzo,  Penser contre soi ou l'Envers d'un jardin para la primera Colección de Costura Otoño/Invierno 2000 del modisto francés nacido en Casablanca, Jean-Charles de Castelbajac.

## Esculturas

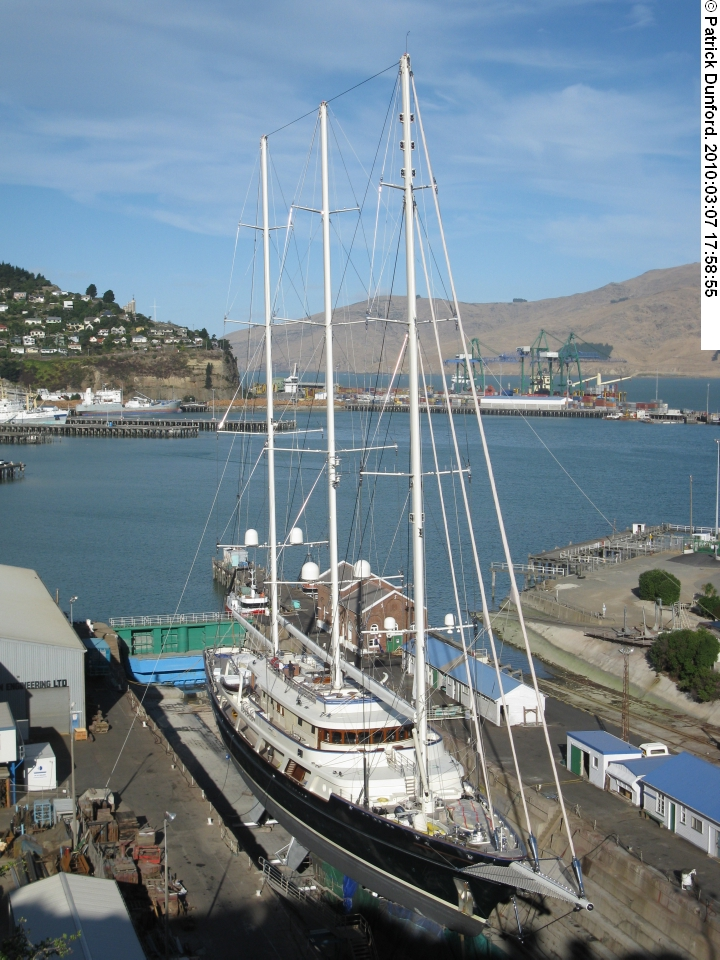
El Yate Eos en Nueva Zelanda.

Según un artículo de Harper's Bazaar de 2007, el mascarón de proa del yate Eos, que retrata a Diane von Fürstenberg, fue realizado por Anh Duong. ·